# World Cup of Hockey 2016/Kader
Die finalen Mannschaftskader des World Cup of Hockey 2016 wurden am 27. Mai 2016 bekanntgegeben. Die acht teilnehmenden Teams nominierten zuvor am 2. März 2016 ihre vorläufigen Kader mit jeweils 16 Spielern, die dann im Mai um sieben weitere Akteure ergänzt wurden. Insgesamt stehen jeder Mannschaft drei Torhüter, sieben Verteidiger und 13 Angreifer zur Verfügung, wobei verletzungsbedingte Nachnominierungen möglich waren.
Zu Beginn des World Cup of Hockey standen nur 15 der insgesamt 184 nominierten Spieler nicht bei einem Franchise aus der National Hockey League unter Vertrag. Innerhalb der NHL stellten die Tampa Bay Lightning mit zwölf Akteuren die meisten, während die Ottawa Senators nur einen Spieler zum World Cup of Hockey schickten.

## Legende
| Allgemein |                                                       |                                                       |                                                       |
| Nr.       | Trikotnummer des Spielers                             | Trikotnummer des Spielers                             | Trikotnummer des Spielers                             |
| Nat.      | Nation des Spielers (bei Team Europa und Nordamerika) | Nation des Spielers (bei Team Europa und Nordamerika) | Nation des Spielers (bei Team Europa und Nordamerika) |
| Pos.      | Position des Spielers                                 | C                                                     | Center                                                |
| Pos.      | Position des Spielers                                 | LW                                                    | Linker Flügel                                         |
| Pos.      | Position des Spielers                                 | RW                                                    | Rechter Flügel                                        |
| Pos.      | Position des Spielers                                 | D                                                     | Verteidiger                                           |
| Team      | Vereinsmannschaft zu Beginn des Turniers              | Vereinsmannschaft zu Beginn des Turniers              | Vereinsmannschaft zu Beginn des Turniers              |

| Statistiken |              |          |                           |
| Feldspieler | Feldspieler  | Torhüter | Torhüter                  |
| Sp          | Spiele       | S        | Siege                     |
| T           | Tore         | N        | Niederlagen               |
| V           | Vorlagen     | OTL      | Niederlagen nach Overtime |
| Pkt         | Scorerpunkte | Min      | gespielte Minuten         |
| SM          | Strafminuten | GT       | Gegentore                 |
| ±           | Plus/Minus   | SO       | Shutouts                  |
|             |              | Sv%      | Fangquote                 |
|             |              | GTS      | Gegentorschnitt           |

## Gruppe A

### Kanada
| Feldspieler | Feldspieler         | Feldspieler | Feldspieler   | Feldspieler                                                                                         | Feldspieler                                                                                         | Feldspieler                                                                                         | Feldspieler                                                                                         | Feldspieler                                                                                         | Feldspieler                                                                                         | Feldspieler           |
| Nr.         | Name                | Pos.        | Geburtsdatum  | Sp                                                                                                  | T                                                                                                   | V                                                                                                   | Pkt                                                                                                 | SM                                                                                                  | ±                                                                                                   | Team                  |
| ----------- | ------------------- | ----------- | ------------- | --------------------------------------------------------------------------------------------------- | --------------------------------------------------------------------------------------------------- | --------------------------------------------------------------------------------------------------- | --------------------------------------------------------------------------------------------------- | --------------------------------------------------------------------------------------------------- | --------------------------------------------------------------------------------------------------- | --------------------- |
| –           | Jamie Benn          | LW          | 18. Juli 1989 | verletzungsbedingte Absage am 23. August 2016; ersetzt durch Logan Couture am 23. August 2016       | verletzungsbedingte Absage am 23. August 2016; ersetzt durch Logan Couture am 23. August 2016       | verletzungsbedingte Absage am 23. August 2016; ersetzt durch Logan Couture am 23. August 2016       | verletzungsbedingte Absage am 23. August 2016; ersetzt durch Logan Couture am 23. August 2016       | verletzungsbedingte Absage am 23. August 2016; ersetzt durch Logan Couture am 23. August 2016       | verletzungsbedingte Absage am 23. August 2016; ersetzt durch Logan Couture am 23. August 2016       | Dallas Stars          |
| 37          | Patrice Bergeron    | C           | 24. Juli 1985 | 6                                                                                                   | 4                                                                                                   | 3                                                                                                   | 7                                                                                                   | 2                                                                                                   | +4                                                                                                  | Boston Bruins         |
| 4           | Jay Bouwmeester     | D           | 27. Sep. 1983 | 6                                                                                                   | 0                                                                                                   | 1                                                                                                   | 1                                                                                                   | 4                                                                                                   | +6                                                                                                  | St. Louis Blues       |
| 88          | Brent Burns         | D           | 9. März 1985  | 6                                                                                                   | 0                                                                                                   | 3                                                                                                   | 3                                                                                                   | 6                                                                                                   | +2                                                                                                  | San Jose Sharks       |
| –           | Jeff Carter         | C           | 1. Jan. 1985  | verletzungsbedingte Absage am 2. September 2016; ersetzt durch Corey Perry am 2. September 2016     | verletzungsbedingte Absage am 2. September 2016; ersetzt durch Corey Perry am 2. September 2016     | verletzungsbedingte Absage am 2. September 2016; ersetzt durch Corey Perry am 2. September 2016     | verletzungsbedingte Absage am 2. September 2016; ersetzt durch Corey Perry am 2. September 2016     | verletzungsbedingte Absage am 2. September 2016; ersetzt durch Corey Perry am 2. September 2016     | verletzungsbedingte Absage am 2. September 2016; ersetzt durch Corey Perry am 2. September 2016     | Los Angeles Kings     |
| 39          | Logan Couture       | C           | 28. März 1989 | 6                                                                                                   | 1                                                                                                   | 3                                                                                                   | 4                                                                                                   | 0                                                                                                   | +3                                                                                                  | San Jose Sharks       |
| 87          | Sidney Crosby – C   | C           | 7. Aug. 1987  | 6                                                                                                   | 3                                                                                                   | 7                                                                                                   | 10                                                                                                  | 0                                                                                                   | +8                                                                                                  | Pittsburgh Penguins   |
| 8           | Drew Doughty        | D           | 8. Dez. 1989  | 6                                                                                                   | 0                                                                                                   | 2                                                                                                   | 2                                                                                                   | 2                                                                                                   | +5                                                                                                  | Los Angeles Kings     |
| 9           | Matt Duchene        | C           | 16. Jan. 1991 | 6                                                                                                   | 2                                                                                                   | 2                                                                                                   | 4                                                                                                   | 2                                                                                                   | +3                                                                                                  | Colorado Avalanche    |
| 15          | Ryan Getzlaf        | C           | 10. Mai 1985  | 5                                                                                                   | 0                                                                                                   | 3                                                                                                   | 3                                                                                                   | 4                                                                                                   | ±0                                                                                                  | Anaheim Ducks         |
| 28          | Claude Giroux       | C           | 12. Jan. 1988 | 1                                                                                                   | 0                                                                                                   | 0                                                                                                   | 0                                                                                                   | 0                                                                                                   | ±0                                                                                                  | Philadelphia Flyers   |
| –           | Duncan Keith        | D           | 16. Juli 1983 | verletzungsbedingte Absage am 24. August 2016; ersetzt durch Jay Bouwmeester am 24. August 2016     | verletzungsbedingte Absage am 24. August 2016; ersetzt durch Jay Bouwmeester am 24. August 2016     | verletzungsbedingte Absage am 24. August 2016; ersetzt durch Jay Bouwmeester am 24. August 2016     | verletzungsbedingte Absage am 24. August 2016; ersetzt durch Jay Bouwmeester am 24. August 2016     | verletzungsbedingte Absage am 24. August 2016; ersetzt durch Jay Bouwmeester am 24. August 2016     | verletzungsbedingte Absage am 24. August 2016; ersetzt durch Jay Bouwmeester am 24. August 2016     | Chicago Blackhawks    |
| 63          | Brad Marchand       | LW          | 11. Mai 1988  | 6                                                                                                   | 5                                                                                                   | 3                                                                                                   | 8                                                                                                   | 8                                                                                                   | +5                                                                                                  | Boston Bruins         |
| 7           | Jake Muzzin         | D           | 21. Feb. 1989 | 1                                                                                                   | 0                                                                                                   | 0                                                                                                   | 0                                                                                                   | 0                                                                                                   | +1                                                                                                  | Los Angeles Kings     |
| 90          | Ryan O’Reilly       | C           | 7. Feb. 1991  | 6                                                                                                   | 0                                                                                                   | 0                                                                                                   | 0                                                                                                   | 0                                                                                                   | −1                                                                                                  | Buffalo Sabres        |
| 24          | Corey Perry         | RW          | 16. Mai 1985  | 6                                                                                                   | 2                                                                                                   | 0                                                                                                   | 2                                                                                                   | 2                                                                                                   | +3                                                                                                  | Anaheim Ducks         |
| 27          | Alex Pietrangelo    | D           | 18. Jan. 1990 | 6                                                                                                   | 1                                                                                                   | 2                                                                                                   | 3                                                                                                   | 2                                                                                                   | +5                                                                                                  | St. Louis Blues       |
| –           | Tyler Seguin        | C           | 31. Jan. 1992 | verletzungsbedingte Absage am 13. September 2016; ersetzt durch Ryan O’Reilly am 13. September 2016 | verletzungsbedingte Absage am 13. September 2016; ersetzt durch Ryan O’Reilly am 13. September 2016 | verletzungsbedingte Absage am 13. September 2016; ersetzt durch Ryan O’Reilly am 13. September 2016 | verletzungsbedingte Absage am 13. September 2016; ersetzt durch Ryan O’Reilly am 13. September 2016 | verletzungsbedingte Absage am 13. September 2016; ersetzt durch Ryan O’Reilly am 13. September 2016 | verletzungsbedingte Absage am 13. September 2016; ersetzt durch Ryan O’Reilly am 13. September 2016 | Dallas Stars          |
| 91          | Steven Stamkos      | C           | 7. Feb. 1990  | 6                                                                                                   | 1                                                                                                   | 1                                                                                                   | 2                                                                                                   | 2                                                                                                   | +2                                                                                                  | Tampa Bay Lightning   |
| 20          | John Tavares        | C           | 20. Sep. 1990 | 6                                                                                                   | 1                                                                                                   | 3                                                                                                   | 4                                                                                                   | 0                                                                                                   | +2                                                                                                  | New York Islanders    |
| 97          | Joe Thornton        | C           | 2. Juli 1979  | 6                                                                                                   | 1                                                                                                   | 1                                                                                                   | 2                                                                                                   | 2                                                                                                   | +2                                                                                                  | San Jose Sharks       |
| 16          | Jonathan Toews – A  | C           | 29. Apr. 1988 | 6                                                                                                   | 3                                                                                                   | 2                                                                                                   | 5                                                                                                   | 0                                                                                                   | +6                                                                                                  | Chicago Blackhawks    |
| 44          | Marc-Édouard Vlasic | D           | 30. März 1987 | 6                                                                                                   | 0                                                                                                   | 4                                                                                                   | 4                                                                                                   | 0                                                                                                   | +4                                                                                                  | San Jose Sharks       |
| 6           | Shea Weber – A      | D           | 14. Aug. 1985 | 5                                                                                                   | 0                                                                                                   | 0                                                                                                   | 0                                                                                                   | 0                                                                                                   | +3                                                                                                  | Canadiens de Montréal |

| Torhüter | Torhüter       | Torhüter      | Torhüter | Torhüter | Torhüter | Torhüter | Torhüter | Torhüter | Torhüter | Torhüter | Torhüter | Torhüter              |
| Nr.      | Name           | Geburtsdatum  | Sp       | S        | N        | OTL      | Min      | GT       | SO       | Sv%      | GTS      | Team                  |
| -------- | -------------- | ------------- | -------- | -------- | -------- | -------- | -------- | -------- | -------- | -------- | -------- | --------------------- |
| 50       | Corey Crawford | 31. Dez. 1984 | 1        | 1        | 0        | 0        | 60:00    | 1        | 0        | 95,0     | 1,00     | Chicago Blackhawks    |
| 70       | Braden Holtby  | 16. Sep. 1989 | –        | –        | –        | –        | –        | –        | –        | –        | –        | Washington Capitals   |
| 31       | Carey Price    | 16. Aug. 1987 | 5        | 5        | 0        | 0        | 299:52   | 7        | 1        | 95,7     | 1,40     | Canadiens de Montréal |

| Offizielle      | Offizielle | Offizielle       | Offizielle    |
| Funktion        | Nat.       | Name             | Geburtsdatum  |
| --------------- | ---------- | ---------------- | ------------- |
| Trainer         | Kanada     | Mike Babcock     | 29. Apr. 1963 |
| Co-Trainer      | Kanada     | Claude Julien    | 23. Apr. 1960 |
| Co-Trainer      | Kanada     | Bill Peters      | 13. Jan. 1965 |
| Co-Trainer      | Kanada     | Joel Quenneville | 15. Sep. 1958 |
| Co-Trainer      | Kanada     | Barry Trotz      | 15. Juli 1962 |
| General Manager | Kanada     | Doug Armstrong   | 24. Sep. 1964 |

### Team Europa
| Feldspieler | Feldspieler | Feldspieler              | Feldspieler | Feldspieler   | Feldspieler | Feldspieler | Feldspieler | Feldspieler | Feldspieler | Feldspieler | Feldspieler         |
| Nr.         | Nat.        | Name                     | Pos.        | Geburtsdatum  | Sp          | T           | V           | Pkt         | SM          | ±           | Team                |
| ----------- | ----------- | ------------------------ | ----------- | ------------- | ----------- | ----------- | ----------- | ----------- | ----------- | ----------- | ------------------- |
| 78          | Frankreich  | Pierre-Édouard Bellemare | LW          | 6. März 1985  | 6           | 1           | 1           | 2           | 4           | ±0          | Philadelphia Flyers |
| 89          | Danemark    | Mikkel Bødker            | LW          | 16. Dez. 1989 | 2           | 0           | 0           | 0           | 0           | −1          | San Jose Sharks     |
| 33          | Slowakei    | Zdeno Chára – A          | D           | 18. März 1977 | 6           | 2           | 0           | 2           | 6           | ±0          | Boston Bruins       |
| 29          | Deutschland | Leon Draisaitl           | C           | 27. Okt. 1995 | 6           | 2           | 0           | 2           | 0           | +2          | Edmonton Oilers     |
| 10          | Deutschland | Christian Ehrhoff        | D           | 6. Juli 1982  | 6           | 0           | 3           | 3           | 6           | +2          | vereinslos          |
| 12          | Slowakei    | Marián Gáborík           | RW          | 14. Feb. 1982 | 4           | 2           | 0           | 2           | 2           | +2          | Los Angeles Kings   |
| 36          | Danemark    | Jannik Hansen            | RW          | 15. März 1986 | 6           | 0           | 1           | 1           | 0           | −1          | Vancouver Canucks   |
| 81          | Slowakei    | Marián Hossa             | RW          | 12. Jan. 1979 | 6           | 1           | 0           | 1           | 4           | −2          | Chicago Blackhawks  |
| 59          | Schweiz     | Roman Josi               | D           | 1. Juni 1990  | 6           | 0           | 0           | 0           | 2           | −1          | Nashville Predators |
| 11          | Slowenien   | Anže Kopitar – C         | C           | 24. Aug. 1987 | 6           | 0           | 4           | 4           | 2           | ±0          | Los Angeles Kings   |
| 22          | Schweiz     | Nino Niederreiter        | RW          | 8. Sep. 1992  | 6           | 0           | 1           | 1           | 2           | +1          | Minnesota Wild      |
| 51          | Danemark    | Frans Nielsen            | C           | 24. Apr. 1984 | 6           | 0           | 2           | 2           | 0           | −1          | Detroit Red Wings   |
| 8           | Deutschland | Tobias Rieder            | RW          | 10. Jan. 1993 | 6           | 0           | 1           | 1           | 0           | ±0          | Arizona Coyotes     |
| 5           | Schweiz     | Luca Sbisa               | D           | 30. Jan. 1990 | 1           | 0           | 0           | 0           | 0           | −1          | Vancouver Canucks   |
| 44          | Deutschland | Dennis Seidenberg        | D           | 18. Juli 1981 | 5           | 0           | 1           | 1           | 2           | +1          | vereinslos          |
| 2           | Slowakei    | Andrej Sekera            | D           | 8. Juni 1986  | 6           | 0           | 2           | 2           | 4           | +1          | Edmonton Oilers     |
| 7           | Schweiz     | Mark Streit – A          | D           | 11. Dez. 1977 | 6           | 0           | 0           | 0           | 4           | +1          | Philadelphia Flyers |
| 21          | Slowakei    | Tomáš Tatar              | LW          | 1. Dez. 1990  | 6           | 3           | 0           | 3           | 0           | ±0          | Detroit Red Wings   |
| 26          | Osterreich  | Thomas Vanek             | LW          | 19. Jan. 1984 | 6           | 0           | 1           | 1           | 2           | −2          | Detroit Red Wings   |
| 63          | Norwegen    | Mats Zuccarello          | RW          | 1. Sep. 1987  | 6           | 1           | 3           | 4           | 4           | +2          | New York Rangers    |

| Torhüter | Torhüter    | Torhüter          | Torhüter      | Torhüter                                                                                             | Torhüter                                                                                             | Torhüter                                                                                             | Torhüter                                                                                             | Torhüter                                                                                             | Torhüter                                                                                             | Torhüter                                                                                             | Torhüter                                                                                             | Torhüter                                                                                             | Torhüter            |
| Nr.      | Nat.        | Name              | Geburtsdatum  | Sp                                                                                                   | S | N | OTL                                                                                                  | Min                                                                                                  | GT                                                                                                   | SO                                                                                                   | Sv%                                                                                                  | GTS                                                                                                  | Team                |
| -------- | ----------- | ----------------- | ------------- | --- | --- | --- | --- | --- | --- | --- | --- | --- | ------------------- |
| –        | Danemark    | Frederik Andersen | 2. Okt. 1989  | verletzungsbedingte Absage am 5. September 2016; ersetzt durch Philipp Grubauer am 5. September 2016 | verletzungsbedingte Absage am 5. September 2016; ersetzt durch Philipp Grubauer am 5. September 2016 | verletzungsbedingte Absage am 5. September 2016; ersetzt durch Philipp Grubauer am 5. September 2016 | verletzungsbedingte Absage am 5. September 2016; ersetzt durch Philipp Grubauer am 5. September 2016 | verletzungsbedingte Absage am 5. September 2016; ersetzt durch Philipp Grubauer am 5. September 2016 | verletzungsbedingte Absage am 5. September 2016; ersetzt durch Philipp Grubauer am 5. September 2016 | verletzungsbedingte Absage am 5. September 2016; ersetzt durch Philipp Grubauer am 5. September 2016 | verletzungsbedingte Absage am 5. September 2016; ersetzt durch Philipp Grubauer am 5. September 2016 | verletzungsbedingte Absage am 5. September 2016; ersetzt durch Philipp Grubauer am 5. September 2016 | Toronto Maple Leafs |
| 1        | Deutschland | Thomas Greiss     | 29. Jan. 1986 | – | – | – | – | – | – | – | – | – | New York Islanders  |
| 31       | Deutschland | Philipp Grubauer  | 25. Nov. 1991 | – | – | – | – | – | – | – | – | – | Washington Capitals |
| 41       | Slowakei    | Jaroslav Halák    | 13. Mai 1985  | 6 | 3 | 3 | 0 | 362:08                                                                                               | 13                                                                                                   | 1 | 94,1                                                                                                 | 2,15                                                                                                 | New York Islanders  |

| Offizielle      | Offizielle         | Offizielle     | Offizielle    |
| Funktion        | Nat.               | Name           | Geburtsdatum  |
| --------------- | ------------------ | -------------- | ------------- |
| Trainer         | Kanada Deutschland | Ralph Krueger  | 31. Aug. 1959 |
| Co-Trainer      | Kanada             | Paul Maurice   | 30. Jan. 1967 |
| Co-Trainer      | Kanada             | Brad Shaw      | 28. Apr. 1964 |
| General Manager | Slowakei           | Miroslav Šatan | 22. Okt. 1974 |

### Tschechien
| Feldspieler | Feldspieler        | Feldspieler | Feldspieler   | Feldspieler                                                                                         | Feldspieler                                                                                         | Feldspieler                                                                                         | Feldspieler                                                                                         | Feldspieler                                                                                         | Feldspieler                                                                                         | Feldspieler              |
| Nr.         | Name               | Pos.        | Geburtsdatum  | Sp                                                                                                  | T                                                                                                   | V                                                                                                   | Pkt                                                                                                 | SM                                                                                                  | ±                                                                                                   | Team                     |
| ----------- | ------------------ | ----------- | ------------- | --------------------------------------------------------------------------------------------------- | --------------------------------------------------------------------------------------------------- | --------------------------------------------------------------------------------------------------- | --------------------------------------------------------------------------------------------------- | --------------------------------------------------------------------------------------------------- | --------------------------------------------------------------------------------------------------- | ------------------------ |
| 46          | Michal Birner      | LW          | 2. März 1986  | 2                                                                                                   | 0                                                                                                   | 0                                                                                                   | 0                                                                                                   | 0                                                                                                   | −1                                                                                                  | HK Traktor Tscheljabinsk |
| 10          | Roman Červenka     | C           | 10. Dez. 1985 | 2                                                                                                   | 0                                                                                                   | 0                                                                                                   | 0                                                                                                   | 0                                                                                                   | −1                                                                                                  | Fribourg-Gottéron        |
| 12          | Radek Faksa        | C           | 9. Jan. 1994  | 1                                                                                                   | 0                                                                                                   | 0                                                                                                   | 0                                                                                                   | 0                                                                                                   | −1                                                                                                  | Dallas Stars             |
| 67          | Michael Frolík     | RW          | 17. Feb. 1988 | 3                                                                                                   | 0                                                                                                   | 1                                                                                                   | 1                                                                                                   | 0                                                                                                   | −2                                                                                                  | Calgary Flames           |
| –           | Radko Gudas        | D           | 5. Juni 1990  | verletzungsbedingte Absage am 3. September 2016; ersetzt durch Tomáš Kundrátek am 4. September 2016 | verletzungsbedingte Absage am 3. September 2016; ersetzt durch Tomáš Kundrátek am 4. September 2016 | verletzungsbedingte Absage am 3. September 2016; ersetzt durch Tomáš Kundrátek am 4. September 2016 | verletzungsbedingte Absage am 3. September 2016; ersetzt durch Tomáš Kundrátek am 4. September 2016 | verletzungsbedingte Absage am 3. September 2016; ersetzt durch Tomáš Kundrátek am 4. September 2016 | verletzungsbedingte Absage am 3. September 2016; ersetzt durch Tomáš Kundrátek am 4. September 2016 | Philadelphia Flyers      |
| 11          | Martin Hanzal      | C           | 20. Feb. 1987 | 3                                                                                                   | 1                                                                                                   | 1                                                                                                   | 2                                                                                                   | 2                                                                                                   | −2                                                                                                  | Arizona Coyotes          |
| 83          | Aleš Hemský – A    | RW          | 13. Aug. 1983 | 3                                                                                                   | 0                                                                                                   | 2                                                                                                   | 2                                                                                                   | 2                                                                                                   | +1                                                                                                  | Dallas Stars             |
| –           | Tomáš Hertl        | C           | 12. Nov. 1993 | verletzungsbedingte Absage am 3. September 2016; ersetzt durch Michal Birner am 4. September 2016   | verletzungsbedingte Absage am 3. September 2016; ersetzt durch Michal Birner am 4. September 2016   | verletzungsbedingte Absage am 3. September 2016; ersetzt durch Michal Birner am 4. September 2016   | verletzungsbedingte Absage am 3. September 2016; ersetzt durch Michal Birner am 4. September 2016   | verletzungsbedingte Absage am 3. September 2016; ersetzt durch Michal Birner am 4. September 2016   | verletzungsbedingte Absage am 3. September 2016; ersetzt durch Michal Birner am 4. September 2016   | San Jose Sharks          |
| 23          | Dmitrij Jaškin     | RW          | 23. März 1993 | 3                                                                                                   | 0                                                                                                   | 0                                                                                                   | 0                                                                                                   | 0                                                                                                   | −3                                                                                                  | St. Louis Blues          |
| 47          | Michal Jordán      | D           | 17. Juli 1990 | 3                                                                                                   | 0                                                                                                   | 1                                                                                                   | 1                                                                                                   | 2                                                                                                   | +2                                                                                                  | vereinslos               |
| 6           | Michal Kempný      | D           | 8. Sep. 1990  | 3                                                                                                   | 0                                                                                                   | 0                                                                                                   | 0                                                                                                   | 2                                                                                                   | −4                                                                                                  | Chicago Blackhawks       |
| –           | David Krejčí       | C           | 28. Apr. 1986 | verletzungsbedingte Absage am 2. September 2016; ersetzt durch Roman Červenka am 3. September 2016  | verletzungsbedingte Absage am 2. September 2016; ersetzt durch Roman Červenka am 3. September 2016  | verletzungsbedingte Absage am 2. September 2016; ersetzt durch Roman Červenka am 3. September 2016  | verletzungsbedingte Absage am 2. September 2016; ersetzt durch Roman Červenka am 3. September 2016  | verletzungsbedingte Absage am 2. September 2016; ersetzt durch Roman Červenka am 3. September 2016  | verletzungsbedingte Absage am 2. September 2016; ersetzt durch Roman Červenka am 3. September 2016  | Boston Bruins            |
| 84          | Tomáš Kundrátek    | D           | 26. Dez. 1989 | 1                                                                                                   | 0                                                                                                   | 0                                                                                                   | 0                                                                                                   | 0                                                                                                   | −1                                                                                                  | HC Slovan Bratislava     |
| 9           | Milan Michálek     | LW          | 7. Dez. 1984  | 3                                                                                                   | 2                                                                                                   | 1                                                                                                   | 3                                                                                                   | 2                                                                                                   | ±0                                                                                                  | Toronto Maple Leafs      |
| 2           | Zbyněk Michálek    | D           | 23. Dez. 1982 | 3                                                                                                   | 1                                                                                                   | 0                                                                                                   | 1                                                                                                   | 2                                                                                                   | +1                                                                                                  | Arizona Coyotes          |
| 33          | Jakub Nakládal     | D           | 30. Dez. 1987 | 3                                                                                                   | 0                                                                                                   | 0                                                                                                   | 0                                                                                                   | 4                                                                                                   | +1                                                                                                  | vereinslos               |
| 18          | Ondřej Palát       | LW          | 28. März 1991 | 3                                                                                                   | 0                                                                                                   | 1                                                                                                   | 1                                                                                                   | 0                                                                                                   | ±0                                                                                                  | Tampa Bay Lightning      |
| 88          | David Pastrňák     | RW          | 25. Mai 1996  | 3                                                                                                   | 0                                                                                                   | 0                                                                                                   | 0                                                                                                   | 0                                                                                                   | −1                                                                                                  | Boston Bruins            |
| 14          | Tomáš Plekanec – C | C           | 31. Okt. 1982 | 3                                                                                                   | 0                                                                                                   | 0                                                                                                   | 0                                                                                                   | 0                                                                                                   | −1                                                                                                  | Canadiens de Montréal    |
| 64          | Roman Polák        | D           | 28. Apr. 1986 | 3                                                                                                   | 0                                                                                                   | 1                                                                                                   | 1                                                                                                   | 0                                                                                                   | −4                                                                                                  | Toronto Maple Leafs      |
| 17          | Vladimír Sobotka   | C           | 2. Juli 1987  | 3                                                                                                   | 0                                                                                                   | 1                                                                                                   | 1                                                                                                   | 0                                                                                                   | +1                                                                                                  | HK Awangard Omsk         |
| 62          | Andrej Šustr       | D           | 29. Nov. 1990 | 3                                                                                                   | 1                                                                                                   | 0                                                                                                   | 1                                                                                                   | 2                                                                                                   | −1                                                                                                  | Tampa Bay Lightning      |
| 93          | Jakub Voráček – A  | C           | 15. Aug. 1989 | 3                                                                                                   | 1                                                                                                   | 1                                                                                                   | 2                                                                                                   | 4                                                                                                   | −2                                                                                                  | Philadelphia Flyers      |

| Torhüter | Torhüter        | Torhüter      | Torhüter | Torhüter | Torhüter | Torhüter | Torhüter | Torhüter | Torhüter | Torhüter | Torhüter | Torhüter            |
| Nr.      | Name            | Geburtsdatum  | Sp       | S        | N        | OTL      | Min      | GT       | SO       | Sv%      | GTS      | Team                |
| -------- | --------------- | ------------- | -------- | -------- | -------- | -------- | -------- | -------- | -------- | -------- | -------- | ------------------- |
| 34       | Petr Mrázek     | 14. Feb. 1992 | 2        | 1        | 0        | 1        | 121:10   | 6        | 0        | 92,5     | 2,98     | Detroit Red Wings   |
| 30       | Michal Neuvirth | 23. März 1988 | 2        | 0        | 1        | 0        | 59:41    | 6        | 0        | 88,0     | 6,00     | Philadelphia Flyers |
| 31       | Ondřej Pavelec  | 31. Aug. 1987 | –        | –        | –        | –        | –        | –        | –        | –        | –        | Winnipeg Jets       |

| Offizielle      | Offizielle | Offizielle      | Offizielle    |
| Funktion        | Nat.       | Name            | Geburtsdatum  |
| --------------- | ---------- | --------------- | ------------- |
| Trainer         | Tschechien | Josef Jandač    | 12. Nov. 1968 |
| Co-Trainer      | Tschechien | Jiří Kalous     | 6. Dez. 1964  |
| Co-Trainer      | Tschechien | Václav Prospal  | 17. Feb. 1975 |
| Co-Trainer      | Tschechien | Jaroslav Špaček | 11. Feb. 1974 |
| General Manager | Tschechien | Martin Ručínský | 11. März 1971 |

### Vereinigte Staaten
| Feldspieler | Feldspieler        | Feldspieler | Feldspieler   | Feldspieler                                                                               | Feldspieler                                                                               | Feldspieler                                                                               | Feldspieler                                                                               | Feldspieler                                                                               | Feldspieler                                                                               | Feldspieler           |
| Nr.         | Name               | Pos.        | Geburtsdatum  | Sp                                                                                        | T                                                                                         | V                                                                                         | Pkt                                                                                       | SM                                                                                        | ±                                                                                         | Team                  |
| ----------- | ------------------ | ----------- | ------------- | ----------------------------------------------------------------------------------------- | ----------------------------------------------------------------------------------------- | ----------------------------------------------------------------------------------------- | ----------------------------------------------------------------------------------------- | ----------------------------------------------------------------------------------------- | ----------------------------------------------------------------------------------------- | --------------------- |
| 89          | Justin Abdelkader  | LW          | 25. Feb. 1987 | 3                                                                                         | 1                                                                                         | 0                                                                                         | 1                                                                                         | 2                                                                                         | −1                                                                                        | Detroit Red Wings     |
| 42          | David Backes       | C           | 1. Mai 1984   | 2                                                                                         | 0                                                                                         | 0                                                                                         | 0                                                                                         | 0                                                                                         | −1                                                                                        | Boston Bruins         |
| 33          | Dustin Byfuglien   | D           | 27. März 1985 | 2                                                                                         | 0                                                                                         | 1                                                                                         | 1                                                                                         | 2                                                                                         | −1                                                                                        | Winnipeg Jets         |
| –           | Ryan Callahan      | RW          | 21. März 1985 | verletzungsbedingte Absage am 21. Juni 2016; ersetzt durch Kyle Palmieri am 20. Juli 2016 | verletzungsbedingte Absage am 21. Juni 2016; ersetzt durch Kyle Palmieri am 20. Juli 2016 | verletzungsbedingte Absage am 21. Juni 2016; ersetzt durch Kyle Palmieri am 20. Juli 2016 | verletzungsbedingte Absage am 21. Juni 2016; ersetzt durch Kyle Palmieri am 20. Juli 2016 | verletzungsbedingte Absage am 21. Juni 2016; ersetzt durch Kyle Palmieri am 20. Juli 2016 | verletzungsbedingte Absage am 21. Juni 2016; ersetzt durch Kyle Palmieri am 20. Juli 2016 | Tampa Bay Lightning   |
| 4           | John Carlson       | D           | 10. Jan. 1990 | 3                                                                                         | 0                                                                                         | 0                                                                                         | 0                                                                                         | 0                                                                                         | −3                                                                                        | Washington Capitals   |
| 19          | Brandon Dubinsky   | C           | 29. Apr. 1986 | 2                                                                                         | 0                                                                                         | 1                                                                                         | 1                                                                                         | 4                                                                                         | +1                                                                                        | Columbus Blue Jackets |
| 6           | Erik Johnson       | D           | 21. März 1988 | 2                                                                                         | 0                                                                                         | 0                                                                                         | 0                                                                                         | 2                                                                                         | −2                                                                                        | Colorado Avalanche    |
| 3           | Jack Johnson       | D           | 13. Jan. 1987 | 2                                                                                         | 0                                                                                         | 0                                                                                         | 0                                                                                         | 0                                                                                         | −1                                                                                        | Columbus Blue Jackets |
| 88          | Patrick Kane – A   | RW          | 19. Nov. 1988 | 3                                                                                         | 0                                                                                         | 2                                                                                         | 2                                                                                         | 0                                                                                         | −4                                                                                        | Chicago Blackhawks    |
| 17          | Ryan Kesler        | C           | 31. Aug. 1984 | 3                                                                                         | 0                                                                                         | 0                                                                                         | 0                                                                                         | 4                                                                                         | −3                                                                                        | Anaheim Ducks         |
| 27          | Ryan McDonagh      | D           | 13. Juni 1989 | 3                                                                                         | 2                                                                                         | 0                                                                                         | 2                                                                                         | 0                                                                                         | −2                                                                                        | New York Rangers      |
| 2           | Matt Niskanen      | D           | 6. Dez. 1986  | 3                                                                                         | 0                                                                                         | 0                                                                                         | 0                                                                                         | 0                                                                                         | −3                                                                                        | Washington Capitals   |
| 74          | T. J. Oshie        | RW          | 23. Dez. 1986 | 3                                                                                         | 1                                                                                         | 0                                                                                         | 1                                                                                         | 0                                                                                         | −2                                                                                        | Washington Capitals   |
| 67          | Max Pacioretty     | LW          | 20. Nov. 1988 | 3                                                                                         | 0                                                                                         | 0                                                                                         | 0                                                                                         | 2                                                                                         | −1                                                                                        | Canadiens de Montréal |
| 23          | Kyle Palmieri      | RW          | 1. Feb. 1991  | 2                                                                                         | 0                                                                                         | 0                                                                                         | 0                                                                                         | 0                                                                                         | ±0                                                                                        | New Jersey Devils     |
| 9           | Zach Parise        | LW          | 28. Juli 1984 | 3                                                                                         | 0                                                                                         | 1                                                                                         | 1                                                                                         | 4                                                                                         | −2                                                                                        | Minnesota Wild        |
| 8           | Joe Pavelski – C   | C           | 11. Juli 1984 | 3                                                                                         | 1                                                                                         | 1                                                                                         | 2                                                                                         | 0                                                                                         | −1                                                                                        | San Jose Sharks       |
| 21          | Derek Stepan       | C           | 18. Juni 1990 | 3                                                                                         | 0                                                                                         | 1                                                                                         | 1                                                                                         | 0                                                                                         | −4                                                                                        | New York Rangers      |
| 20          | Ryan Suter – A     | D           | 21. Jan. 1985 | 3                                                                                         | 0                                                                                         | 1                                                                                         | 1                                                                                         | 0                                                                                         | −2                                                                                        | Minnesota Wild        |
| 16          | James van Riemsdyk | LW          | 4. Mai 1989   | 3                                                                                         | 0                                                                                         | 1                                                                                         | 1                                                                                         | 0                                                                                         | −4                                                                                        | Toronto Maple Leafs   |
| 26          | Blake Wheeler      | RW          | 31. Aug. 1986 | 3                                                                                         | 0                                                                                         | 1                                                                                         | 1                                                                                         | 0                                                                                         | ±0                                                                                        | Winnipeg Jets         |

| Torhüter | Torhüter       | Torhüter      | Torhüter | Torhüter | Torhüter | Torhüter | Torhüter | Torhüter | Torhüter | Torhüter | Torhüter | Torhüter            |
| Nr.      | Name           | Geburtsdatum  | Sp       | S        | N        | OTL      | Min      | GT       | SO       | Sv%      | GTS      | Team                |
| -------- | -------------- | ------------- | -------- | -------- | -------- | -------- | -------- | -------- | -------- | -------- | -------- | ------------------- |
| 30       | Ben Bishop     | 21. Nov. 1986 | 1        | 0        | 1        | 0        | 40:00    | 4        | 0        | 80,0     | 6,00     | Tampa Bay Lightning |
| 32       | Jonathan Quick | 21. Jan. 1986 | 2        | 0        | 2        | 0        | 117:57   | 7        | 0        | 86,3     | 3,56     | Los Angeles Kings   |
| 35       | Cory Schneider | 18. März 1986 | 1        | 0        | 0        | 0        | 18:26    | 0        | 0        | 100,0    | 0,00     | New Jersey Devils   |

| Offizielle      | Offizielle         | Offizielle      | Offizielle    |
| Funktion        | Nat.               | Name            | Geburtsdatum  |
| --------------- | ------------------ | --------------- | ------------- |
| Trainer         | Vereinigte Staaten | John Tortorella | 24. Juni 1958 |
| Co-Trainer      | Vereinigte Staaten | Jack Capuano    | 7. Juli 1966  |
| Co-Trainer      | Vereinigte Staaten | Scott Gordon    | 6. Feb. 1963  |
| Co-Trainer      | Vereinigte Staaten | Phil Housley    | 9. März 1964  |
| Co-Trainer      | Vereinigte Staaten | John Hynes      | 10. Feb. 1975 |
| Co-Trainer      | Vereinigte Staaten | Mike Sullivan   | 27. Feb. 1968 |
| General Manager | Vereinigte Staaten | Dean Lombardi   | 5. März 1958  |

## Gruppe B

### Finnland
| Feldspieler | Feldspieler           | Feldspieler | Feldspieler   | Feldspieler | Feldspieler | Feldspieler | Feldspieler | Feldspieler | Feldspieler | Feldspieler         |
| Nr.         | Name                  | Pos.        | Geburtsdatum  | Sp          | T           | V           | Pkt         | SM          | ±           | Team                |
| ----------- | --------------------- | ----------- | ------------- | ----------- | ----------- | ----------- | ----------- | ----------- | ----------- | ------------------- |
| 20          | Sebastian Aho         | LW          | 26. Juli 1997 | 3           | 0           | 0           | 0           | 0           | −1          | Carolina Hurricanes |
| 91          | Aleksander Barkov     | C           | 2. Sep. 1995  | 3           | 0           | 0           | 0           | 0           | −1          | Florida Panthers    |
| 27          | Joonas Donskoi        | RW          | 13. Apr. 1992 | 3           | 0           | 0           | 0           | 0           | −1          | San Jose Sharks     |
| 51          | Valtteri Filppula – A | C           | 20. März 1984 | 3           | 1           | 0           | 1           | 0           | −3          | Tampa Bay Lightning |
| 64          | Mikael Granlund       | C           | 26. Feb. 1992 | 3           | 0           | 0           | 0           | 0           | −4          | Minnesota Wild      |
| 56          | Erik Haula            | C           | 23. März 1991 | 1           | 0           | 0           | 0           | 0           | −1          | Minnesota Wild      |
| 36          | Jussi Jokinen – A     | LW          | 1. Apr. 1983  | 3           | 0           | 1           | 1           | 2           | −3          | Florida Panthers    |
| 2           | Jyrki Jokipakka       | D           | 20. Aug. 1991 | 2           | 0           | 0           | 0           | 2           | −1          | Calgary Flames      |
| 9           | Mikko Koivu – C       | C           | 12. März 1983 | 3           | 0           | 0           | 0           | 0           | −3          | Minnesota Wild      |
| 71          | Leo Komarov           | C           | 23. Jan. 1987 | 3           | 0           | 1           | 1           | 2           | −1          | Toronto Maple Leafs |
| 28          | Lauri Korpikoski      | LW          | 28. Juli 1986 | 3           | 0           | 0           | 0           | 4           | −1          | vereinslos          |
| 29          | Patrik Laine          | LW          | 19. Apr. 1998 | 3           | 0           | 0           | 0           | 0           | −1          | Winnipeg Jets       |
| 12          | Jori Lehterä          | C           | 23. Dez. 1987 | 3           | 0           | 0           | 0           | 2           | −1          | St. Louis Blues     |
| 18          | Sami Lepistö          | D           | 17. Okt. 1984 | 3           | 0           | 0           | 0           | 2           | −3          | Salawat Julajew Ufa |
| 7           | Esa Lindell           | D           | 23. Mai 1994  | 1           | 0           | 0           | 0           | 0           | −1          | Dallas Stars        |
| 3           | Olli Määttä           | D           | 22. Aug. 1994 | 3           | 0           | 0           | 0           | 0           | −1          | Pittsburgh Penguins |
| 22          | Ville Pokka           | D           | 3. Juni 1994  | 3           | 0           | 0           | 0           | 0           | −2          | Chicago Blackhawks  |
| 55          | Rasmus Ristolainen    | D           | 27. Okt. 1994 | 3           | 0           | 0           | 0           | 0           | −2          | Buffalo Sabres      |
| 86          | Teuvo Teräväinen      | C           | 11. Sep. 1994 | 2           | 0           | 0           | 0           | 0           | −1          | Carolina Hurricanes |
| 45          | Sami Vatanen          | D           | 3. Juni 1991  | 3           | 0           | 0           | 0           | 2           | −3          | Anaheim Ducks       |

| Torhüter | Torhüter       | Torhüter      | Torhüter | Torhüter | Torhüter | Torhüter | Torhüter | Torhüter | Torhüter | Torhüter | Torhüter | Torhüter             |
| Nr.      | Name           | Geburtsdatum  | Sp       | S        | N        | OTL      | Min      | GT       | SO       | Sv%      | GTS      | Team                 |
| -------- | -------------- | ------------- | -------- | -------- | -------- | -------- | -------- | -------- | -------- | -------- | -------- | -------------------- |
| 19       | Mikko Koskinen | 18. Juli 1988 | –        | –        | –        | –        | –        | –        | –        | –        | –        | SKA Sankt Petersburg |
| 40       | Tuukka Rask    | 10. März 1987 | 2        | 0        | 2        | 0        | 119:00   | 4        | 0        | 92,0     | 2,02     | Boston Bruins        |
| 35       | Pekka Rinne    | 3. Nov. 1982  | 1        | 0        | 1        | 0        | 59:49    | 4        | 0        | 90,7     | 4,00     | Nashville Predators  |

| Offizielle      | Offizielle | Offizielle       | Offizielle    |
| Funktion        | Nat.       | Name             | Geburtsdatum  |
| --------------- | ---------- | ---------------- | ------------- |
| Trainer         | Finnland   | Lauri Marjamäki  | 29. Mai 1977  |
| Co-Trainer      | Finnland   | Waltteri Immonen | 3. Apr. 1967  |
| Co-Trainer      | Finnland   | Kalle Kaskinen   | 10. Apr. 1974 |
| Co-Trainer      | Finnland   | Teppo Numminen   | 3. Juli 1968  |
| General Manager | Finnland   | Jere Lehtinen    | 24. Juni 1973 |

### Team Nordamerika
| Feldspieler | Feldspieler                   | Feldspieler         | Feldspieler | Feldspieler   | Feldspieler                                                                                          | Feldspieler                                                                                          | Feldspieler                                                                                          | Feldspieler                                                                                          | Feldspieler                                                                                          | Feldspieler                                                                                          | Feldspieler           |
| Nr.         | Nat.                          | Name                | Pos.        | Geburtsdatum  | Sp                                                                                                   | T | V | Pkt                                                                                                  | SM                                                                                                   | ± | Team                  |
| ----------- | ----------------------------- | ------------------- | ----------- | ------------- | --- | --- | --- | --- | --- | --- | --------------------- |
| 14          |                               | Sean Couturier – A  | C           | 7. Dez. 1992  | 3 | 0 | 0 | 0 | 0 | −2                                                                                                   | Philadelphia Flyers   |
| 72          | Kanada                        | Jonathan Drouin     | LW          | 27. März 1995 | 3 | 1 | 0 | 1 | 0 | +2                                                                                                   | Tampa Bay Lightning   |
| 15          | Vereinigte Staaten            | Jack Eichel         | C           | 28. Okt. 1996 | 3 | 1 | 1 | 2 | 0 | ±0                                                                                                   | Buffalo Sabres        |
| 5           | Kanada                        | Aaron Ekblad – A    | D           | 7. Feb. 1996  | 1 | 0 | 0 | 0 | 0 | ±0                                                                                                   | Florida Panthers      |
| 13          | Vereinigte Staaten            | Johnny Gaudreau     | LW          | 13. Aug. 1993 | 3 | 2 | 2 | 4 | 0 | +2                                                                                                   | Calgary Flames        |
| 53          | Vereinigte Staaten Frankreich | Shayne Gostisbehere | D           | 20. Apr. 1993 | 3 | 0 | 4 | 4 | 4 | +4                                                                                                   | Philadelphia Flyers   |
| 3           | Vereinigte Staaten            | Seth Jones          | D           | 3. Okt. 1994  | 3 | 0 | 0 | 0 | 2 | −3                                                                                                   | Columbus Blue Jackets |
| 71          | Vereinigte Staaten            | Dylan Larkin        | C           | 30. Juli 1996 | 2 | 0 | 1 | 1 | 2 | −1                                                                                                   | Detroit Red Wings     |
| 29          | Kanada                        | Nathan MacKinnon    | C           | 1. Sep. 1995  | 3 | 2 | 1 | 3 | 2 | +2                                                                                                   | Colorado Avalanche    |
| 34          | Vereinigte Staaten Mexiko     | Auston Matthews     | C           | 17. Sep. 1997 | 3 | 2 | 1 | 3 | 0 | +2                                                                                                   | Toronto Maple Leafs   |
| 97          | Kanada                        | Connor McDavid – C  | C           | 13. Jan. 1997 | 3 | 0 | 3 | 3 | 4 | +1                                                                                                   | Edmonton Oilers       |
| 10          | Vereinigte Staaten            | J. T. Miller        | C           | 14. März 1993 | 1 | 0 | 0 | 0 | 0 | −1                                                                                                   | New York Rangers      |
| –           | Kanada                        | Sean Monahan        | C           | 12. Okt. 1994 | verletzungsbedingte Absage am 2. September 2016; ersetzt durch Vincent Trocheck am 2. September 2016 | verletzungsbedingte Absage am 2. September 2016; ersetzt durch Vincent Trocheck am 2. September 2016 | verletzungsbedingte Absage am 2. September 2016; ersetzt durch Vincent Trocheck am 2. September 2016 | verletzungsbedingte Absage am 2. September 2016; ersetzt durch Vincent Trocheck am 2. September 2016 | verletzungsbedingte Absage am 2. September 2016; ersetzt durch Vincent Trocheck am 2. September 2016 | verletzungsbedingte Absage am 2. September 2016; ersetzt durch Vincent Trocheck am 2. September 2016 | Calgary Flames        |
| 27          | Kanada                        | Ryan Murray         | D           | 27. Sep. 1993 | 3 | 0 | 0 | 0 | 0 | −3                                                                                                   | Columbus Blue Jackets |
| 93          | Kanada                        | Ryan Nugent-Hopkins | C           | 12. Apr. 1993 | 3 | 1 | 2 | 3 | 2 | +1                                                                                                   | Edmonton Oilers       |
| 4           | Kanada                        | Colton Parayko      | D           | 12. Mai 1993  | 3 | 0 | 3 | 3 | 2 | +3                                                                                                   | St. Louis Blues       |
| 44          | Kanada                        | Morgan Rielly       | D           | 9. März 1994  | 3 | 1 | 1 | 2 | 0 | ±0                                                                                                   | Toronto Maple Leafs   |
| 20          | Vereinigte Staaten            | Brandon Saad        | LW          | 27. Okt. 1992 | 3 | 0 | 0 | 0 | 2 | −2                                                                                                   | Columbus Blue Jackets |
| 55          | Kanada                        | Mark Scheifele      | C           | 15. März 1993 | 3 | 0 | 1 | 1 | 2 | ±0                                                                                                   | Winnipeg Jets         |
| 21          | Vereinigte Staaten            | Vincent Trocheck    | LW          | 11. Juli 1993 | 3 | 1 | 0 | 1 | 2 | ±0                                                                                                   | Florida Panthers      |
| 8           | Vereinigte Staaten            | Jacob Trouba        | D           | 26. Feb. 1994 | 2 | 0 | 0 | 0 | 0 | −1                                                                                                   | Winnipeg Jets         |

| Torhüter | Torhüter           | Torhüter          | Torhüter      | Torhüter | Torhüter | Torhüter | Torhüter | Torhüter | Torhüter | Torhüter | Torhüter | Torhüter | Torhüter            |
| Nr.      | Nat.               | Name              | Geburtsdatum  | Sp       | S        | N        | OTL      | Min      | GT       | SO       | Sv%      | GTS      | Team                |
| -------- | ------------------ | ----------------- | ------------- | -------- | -------- | -------- | -------- | -------- | -------- | -------- | -------- | -------- | ------------------- |
| 36       | Vereinigte Staaten | John Gibson       | 14. Juli 1993 | 2        | 1        | 0        | 0        | 86:08    | 3        | 0        | 93,2     | 2,09     | Anaheim Ducks       |
| 37       | Vereinigte Staaten | Connor Hellebuyck | 19. Mai 1993  | –        | –        | –        | –        | –        | –        | –        | –        | –        | Winnipeg Jets       |
| 30       | Kanada             | Matt Murray       | 25. Mai 1994  | 2        | 1        | 1        | 0        | 95:24    | 5        | 0        | 88,6     | 3,16     | Pittsburgh Penguins |

| Offizielle      | Offizielle | Offizielle      | Offizielle    |
| Funktion        | Nat.       | Name            | Geburtsdatum  |
| --------------- | ---------- | --------------- | ------------- |
| Trainer         | Kanada     | Todd McLellan   | 3. Okt. 1967  |
| Co-Trainer      |            | Jon Cooper      | 23. Aug. 1967 |
| Co-Trainer      | Kanada     | Peter DeBoer    | 13. Juni 1968 |
| Co-Trainer      | Kanada     | Dave Tippett    | 25. Aug. 1961 |
| Co-Trainer      | Kanada     | Jay Woodcroft   | 11. Aug. 1976 |
| General Manager | Kanada     | Peter Chiarelli | 5. Aug. 1964  |

### Russland
| Feldspieler | Feldspieler              | Feldspieler | Feldspieler   | Feldspieler                                                                                                 | Feldspieler                                                                                                 | Feldspieler                                                                                                 | Feldspieler                                                                                                 | Feldspieler                                                                                                 | Feldspieler                                                                                                 | Feldspieler           |
| Nr.         | Name                     | Pos.        | Geburtsdatum  | Sp | T | V | Pkt | SM | ± | Team                  |
| ----------- | ------------------------ | ----------- | ------------- | --- | --- | --- | --- | --- | --- | --------------------- |
| 42          | Artjom Anissimow         | C           | 24. Mai 1988  | 4 | 0 | 1 | 1 | 2 | −2 | Chicago Blackhawks    |
| 63          | Jewgeni Dadonow          | RW          | 12. März 1989 | 4 | 0 | 1 | 1 | 0 | +2 | SKA Sankt Petersburg  |
| 13          | Pawel Dazjuk – A         | C           | 20. Juli 1978 | 2 | 0 | 2 | 2 | 0 | +1 | SKA Sankt Petersburg  |
| 74          | Alexei Jemelin           | D           | 25. Apr. 1986 | 4 | 0 | 1 | 1 | 0 | −1 | Canadiens de Montréal |
| 7           | Dmitri Kulikow           | D           | 29. Okt. 1990 | 4 | 0 | 0 | 0 | 0 | ±0 | Buffalo Sabres        |
| 41          | Nikolai Kuljomin         | LW          | 14. Juli 1986 | 4 | 0 | 2 | 2 | 0 | +1 | New York Islanders    |
| 92          | Jewgeni Kusnezow         | C           | 19. Mai 1992  | 4 | 2 | 0 | 2 | 6 | ±0 | Washington Capitals   |
| 86          | Nikita Kutscherow        | RW          | 17. Juni 1993 | 4 | 2 | 1 | 3 | 0 | +1 | Tampa Bay Lightning   |
| 71          | Jewgeni Malkin – A       | C           | 31. Juli 1986 | 4 | 1 | 2 | 3 | 2 | +4 | Pittsburgh Penguins   |
| 79          | Andrei Markow            | D           | 20. Dez. 1978 | 4 | 0 | 0 | 0 | 6 | −2 | Canadiens de Montréal |
| 47          | Alexei Martschenko       | D           | 2. Jan. 1992  | 4 | 0 | 0 | 0 | 0 | ±0 | Detroit Red Wings     |
| 90          | Wladislaw Namestnikow    | C           | 22. Nov. 1992 | 3 | 1 | 0 | 1 | 0 | +1 | Tampa Bay Lightning   |
| 89          | Nikita Nesterow          | D           | 28. März 1993 | 1 | 0 | 0 | 0 | 0 | ±0 | Tampa Bay Lightning   |
| 9           | Dmitri Orlow             | D           | 23. Juli 1991 | 4 | 0 | 0 | 0 | 4 | +3 | Washington Capitals   |
| 8           | Alexander Owetschkin – C | LW          | 17. Sep. 1985 | 4 | 1 | 2 | 3 | 6 | +1 | Washington Capitals   |
| 27          | Artemi Panarin           | LW          | 30. Okt. 1991 | 4 | 1 | 1 | 2 | 4 | +1 | Chicago Blackhawks    |
| 22          | Nikita Saizew            | D           | 29. Okt. 1991 | 4 | 0 | 2 | 2 | 2 | +3 | Toronto Maple Leafs   |
| 87          | Wadim Schipatschow       | C           | 12. März 1987 | 2 | 0 | 1 | 1 | 2 | +1 | SKA Sankt Petersburg  |
| 91          | Wladimir Tarassenko      | RW          | 13. Dez. 1991 | 4 | 2 | 0 | 2 | 2 | +1 | St. Louis Blues       |
| 77          | Iwan Telegin             | C           | 28. Feb. 1992 | 4 | 1 | 2 | 3 | 0 | +1 | HK ZSKA Moskau        |
| –           | Wjatscheslaw Woinow      | D           | 15. Jan. 1990 | von der NHL aufgrund einer Verurteilung in den USA gesperrt; ersetzt durch Nikita Nesterow am 18. Juli 2016 | von der NHL aufgrund einer Verurteilung in den USA gesperrt; ersetzt durch Nikita Nesterow am 18. Juli 2016 | von der NHL aufgrund einer Verurteilung in den USA gesperrt; ersetzt durch Nikita Nesterow am 18. Juli 2016 | von der NHL aufgrund einer Verurteilung in den USA gesperrt; ersetzt durch Nikita Nesterow am 18. Juli 2016 | von der NHL aufgrund einer Verurteilung in den USA gesperrt; ersetzt durch Nikita Nesterow am 18. Juli 2016 | von der NHL aufgrund einer Verurteilung in den USA gesperrt; ersetzt durch Nikita Nesterow am 18. Juli 2016 | SKA Sankt Petersburg  |

| Torhüter | Torhüter           | Torhüter      | Torhüter | Torhüter | Torhüter | Torhüter | Torhüter | Torhüter | Torhüter | Torhüter | Torhüter | Torhüter              |
| Nr.      | Name               | Geburtsdatum  | Sp       | S        | N        | OTL      | Min      | GT       | SO       | Sv%      | GTS      | Team                  |
| -------- | ------------------ | ------------- | -------- | -------- | -------- | -------- | -------- | -------- | -------- | -------- | -------- | --------------------- |
| 72       | Sergei Bobrowski   | 20. Sep. 1988 | 4        | 2        | 2        | 0        | 236:34   | 10       | 1        | 93,0     | 2,53     | Columbus Blue Jackets |
| 1        | Semjon Warlamow    | 27. Apr. 1988 | –        | –        | –        | –        | –        | –        | –        | –        | –        | Colorado Avalanche    |
| 88       | Andrei Wassilewski | 25. Juli 1994 | –        | –        | –        | –        | –        | –        | –        | –        | –        | Tampa Bay Lightning   |

| Offizielle | Offizielle           | Offizielle      | Offizielle    |
| Funktion   | Nat.                 | Name            | Geburtsdatum  |
| ---------- | -------------------- | --------------- | ------------- |
| Trainer    | Russland Deutschland | Oleg Snarok     | 2. Jan. 1963  |
| Co-Trainer | Lettland             | Harijs Vītoliņš | 30. Apr. 1968 |

### Schweden
| Feldspieler | Feldspieler           | Feldspieler | Feldspieler   | Feldspieler                                                                                          | Feldspieler                                                                                          | Feldspieler                                                                                          | Feldspieler                                                                                          | Feldspieler                                                                                          | Feldspieler                                                                                          | Feldspieler         |
| Nr.         | Name                  | Pos.        | Geburtsdatum  | Sp                                                                                                   | T | V | Pkt                                                                                                  | SM                                                                                                   | ± | Team                |
| ----------- | --------------------- | ----------- | ------------- | --- | --- | --- | --- | --- | --- | ------------------- |
| 11          | Mikael Backlund       | C           | 17. März 1989 | 2 | 0 | 0 | 0 | 0 | ±0                                                                                                   | Calgary Flames      |
| 19          | Nicklas Bäckström     | C           | 23. Nov. 1987 | 4 | 2 | 2 | 4 | 2 | +3                                                                                                   | Washington Capitals |
| 17          | Patrik Berglund       | C           | 2. Juni 1988  | 2 | 1 | 0 | 1 | 0 | −1                                                                                                   | St. Louis Blues     |
| 14          | Mattias Ekholm        | D           | 24. Mai 1990  | 4 | 0 | 0 | 0 | 2 | +2                                                                                                   | Nashville Predators |
| 23          | Oliver Ekman Larsson  | D           | 17. Juli 1991 | 4 | 0 | 0 | 0 | 4 | −1                                                                                                   | Arizona Coyotes     |
| 21          | Loui Eriksson         | RW          | 17. Juli 1985 | 4 | 1 | 0 | 1 | 0 | ±0                                                                                                   | Vancouver Canucks   |
| 9           | Filip Forsberg        | LW          | 13. Aug. 1994 | 4 | 1 | 1 | 2 | 2 | +1                                                                                                   | Nashville Predators |
| 62          | Carl Hagelin          | LW          | 23. Aug. 1988 | 4 | 0 | 1 | 1 | 0 | +1                                                                                                   | Pittsburgh Penguins |
| 77          | Victor Hedman         | D           | 18. Dez. 1990 | 4 | 1 | 0 | 1 | 0 | −1                                                                                                   | Tampa Bay Lightning |
| 4           | Niklas Hjalmarsson    | D           | 6. Juni 1987  | 4 | 0 | 0 | 0 | 2 | −1                                                                                                   | Chicago Blackhawks  |
| 72          | Patric Hörnqvist      | RW          | 1. Jan. 1987  | 4 | 0 | 2 | 2 | 0 | +2                                                                                                   | Pittsburgh Penguins |
| 65          | Erik Karlsson – A     | D           | 31. Mai 1990  | 4 | 1 | 3 | 4 | 2 | +2                                                                                                   | Ottawa Senators     |
| –           | Niklas Kronwall       | D           | 12. Jan. 1981 | verletzungsbedingte Absage am 24. August 2016; ersetzt durch Hampus Lindholm am 24. August 2016      | verletzungsbedingte Absage am 24. August 2016; ersetzt durch Hampus Lindholm am 24. August 2016      | verletzungsbedingte Absage am 24. August 2016; ersetzt durch Hampus Lindholm am 24. August 2016      | verletzungsbedingte Absage am 24. August 2016; ersetzt durch Hampus Lindholm am 24. August 2016      | verletzungsbedingte Absage am 24. August 2016; ersetzt durch Hampus Lindholm am 24. August 2016      | verletzungsbedingte Absage am 24. August 2016; ersetzt durch Hampus Lindholm am 24. August 2016      | Detroit Red Wings   |
| 16          | Marcus Krüger         | C           | 27. Mai 1990  | 4 | 0 | 0 | 0 | 0 | −1                                                                                                   | Chicago Blackhawks  |
| 92          | Gabriel Landeskog     | LW          | 23. Nov. 1992 | 4 | 1 | 0 | 1 | 2 | −1                                                                                                   | Colorado Avalanche  |
| 47          | Hampus Lindholm       | D           | 20. Jan. 1994 | – | – | – | – | – | – | Anaheim Ducks       |
| –           | Rickard Rakell        | C           | 5. Mai 1993   | krankheitsbedingte Absage am 12. September 2016; ersetzt durch Patrik Berglund am 12. September 2016 | krankheitsbedingte Absage am 12. September 2016; ersetzt durch Patrik Berglund am 12. September 2016 | krankheitsbedingte Absage am 12. September 2016; ersetzt durch Patrik Berglund am 12. September 2016 | krankheitsbedingte Absage am 12. September 2016; ersetzt durch Patrik Berglund am 12. September 2016 | krankheitsbedingte Absage am 12. September 2016; ersetzt durch Patrik Berglund am 12. September 2016 | krankheitsbedingte Absage am 12. September 2016; ersetzt durch Patrik Berglund am 12. September 2016 | Anaheim Ducks       |
| 22          | Daniel Sedin – A      | LW          | 26. Sep. 1980 | 4 | 0 | 2 | 2 | 0 | ±0                                                                                                   | Vancouver Canucks   |
| 33          | Henrik Sedin – C      | C           | 26. Sep. 1980 | 4 | 0 | 3 | 3 | 0 | ±0                                                                                                   | Vancouver Canucks   |
| 18          | Jakob Silfverberg     | RW          | 13. Okt. 1990 | 4 | 0 | 0 | 0 | 2 | +1                                                                                                   | Anaheim Ducks       |
| 34          | Carl Söderberg        | C           | 12. Okt. 1985 | 4 | 0 | 1 | 1 | 4 | −2                                                                                                   | Colorado Avalanche  |
| –           | Alexander Steen       | LW          | 1. März 1984  | verletzungsbedingte Absage am 19. August 2016; ersetzt durch Rickard Rakell am 19. August 2016       | verletzungsbedingte Absage am 19. August 2016; ersetzt durch Rickard Rakell am 19. August 2016       | verletzungsbedingte Absage am 19. August 2016; ersetzt durch Rickard Rakell am 19. August 2016       | verletzungsbedingte Absage am 19. August 2016; ersetzt durch Rickard Rakell am 19. August 2016       | verletzungsbedingte Absage am 19. August 2016; ersetzt durch Rickard Rakell am 19. August 2016       | verletzungsbedingte Absage am 19. August 2016; ersetzt durch Rickard Rakell am 19. August 2016       | St. Louis Blues     |
| 6           | Anton Strålman        | D           | 1. Aug. 1986  | 4 | 1 | 1 | 2 | 6 | −1                                                                                                   | Tampa Bay Lightning |
| –           | Henrik Zetterberg – C | LW          | 9. Okt. 1980  | verletzungsbedingte Absage am 1. September 2016; ersetzt durch Mikael Backlund am 1. September 2016  | verletzungsbedingte Absage am 1. September 2016; ersetzt durch Mikael Backlund am 1. September 2016  | verletzungsbedingte Absage am 1. September 2016; ersetzt durch Mikael Backlund am 1. September 2016  | verletzungsbedingte Absage am 1. September 2016; ersetzt durch Mikael Backlund am 1. September 2016  | verletzungsbedingte Absage am 1. September 2016; ersetzt durch Mikael Backlund am 1. September 2016  | verletzungsbedingte Absage am 1. September 2016; ersetzt durch Mikael Backlund am 1. September 2016  | Detroit Red Wings   |

| Torhüter | Torhüter         | Torhüter      | Torhüter                                                                                      | Torhüter                                                                                      | Torhüter                                                                                      | Torhüter                                                                                      | Torhüter                                                                                      | Torhüter                                                                                      | Torhüter                                                                                      | Torhüter                                                                                      | Torhüter                                                                                      | Torhüter            |
| Nr.      | Name             | Geburtsdatum  | Sp                                                                                            | S                                                                                             | N                                                                                             | OTL                                                                                           | Min                                                                                           | GT                                                                                            | SO                                                                                            | Sv%                                                                                           | GTS                                                                                           | Team                |
| -------- | ---------------- | ------------- | --------------------------------------------------------------------------------------------- | --------------------------------------------------------------------------------------------- | --------------------------------------------------------------------------------------------- | --------------------------------------------------------------------------------------------- | --------------------------------------------------------------------------------------------- | --------------------------------------------------------------------------------------------- | --------------------------------------------------------------------------------------------- | --------------------------------------------------------------------------------------------- | --------------------------------------------------------------------------------------------- | ------------------- |
| 1        | Jhonas Enroth    | 25. Juni 1988 | –                                                                                             | –                                                                                             | –                                                                                             | –                                                                                             | –                                                                                             | –                                                                                             | –                                                                                             | –                                                                                             | –                                                                                             | Toronto Maple Leafs |
| –        | Robin Lehner     | 24. Juli 1991 | verletzungsbedingte Absage am 26. August 2016; ersetzt durch Jhonas Enroth am 26. August 2016 | verletzungsbedingte Absage am 26. August 2016; ersetzt durch Jhonas Enroth am 26. August 2016 | verletzungsbedingte Absage am 26. August 2016; ersetzt durch Jhonas Enroth am 26. August 2016 | verletzungsbedingte Absage am 26. August 2016; ersetzt durch Jhonas Enroth am 26. August 2016 | verletzungsbedingte Absage am 26. August 2016; ersetzt durch Jhonas Enroth am 26. August 2016 | verletzungsbedingte Absage am 26. August 2016; ersetzt durch Jhonas Enroth am 26. August 2016 | verletzungsbedingte Absage am 26. August 2016; ersetzt durch Jhonas Enroth am 26. August 2016 | verletzungsbedingte Absage am 26. August 2016; ersetzt durch Jhonas Enroth am 26. August 2016 | verletzungsbedingte Absage am 26. August 2016; ersetzt durch Jhonas Enroth am 26. August 2016 | Buffalo Sabres      |
| 30       | Henrik Lundqvist | 2. März 1982  | 3                                                                                             | 1                                                                                             | 0                                                                                             | 2                                                                                             | 187:08                                                                                        | 7                                                                                             | 1                                                                                             | 94,0                                                                                          | 2,25                                                                                          | New York Rangers    |
| 25       | Jacob Markström  | 31. Jan. 1990 | 1                                                                                             | 1                                                                                             | 0                                                                                             | 0                                                                                             | 60:00                                                                                         | 1                                                                                             | 0                                                                                             | 96,4                                                                                          | 1,00                                                                                          | Vancouver Canucks   |

| Offizielle | Offizielle | Offizielle      | Offizielle    |
| Funktion   | Nat.       | Name            | Geburtsdatum  |
| ---------- | ---------- | --------------- | ------------- |
| Trainer    | Schweden   | Rikard Grönborg | 8. Juni 1968  |
| Co-Trainer | Schweden   | Johan Garpenlöv | 21. März 1968 |
| Co-Trainer | Schweden   | Peter Popovic   | 10. Feb. 1968 |

## Trikots

### Gruppe A
| Kanada | Team Europa | Tschechien | Vereinigte Staaten |
|        |             |            |                    |

### Gruppe B
| Finnland | Team Nordamerika | Russland | Schweden |
|          |                  |          |          |